# 馬拉維航空 (2013年成立)
馬拉維航空（英語：Malawi Airlines）是馬拉維的國家航空公司，總部設在該國首都利隆圭，於2013年由馬拉維政府與埃塞俄比亞航空合資成立。它取代1964年成立的馬拉維航空（Air Malawi）。

## 航點
| 旗幟 | 城市   | 國家   | 機場名稱       | 備註     |
|      | 利隆圭 | 馬拉維 | 利隆圭国际机场 | 樞紐機場 |

## 外部連結
- 官方網站 （页面存档备份，存于）（英文）